# Schloss Wildthurn

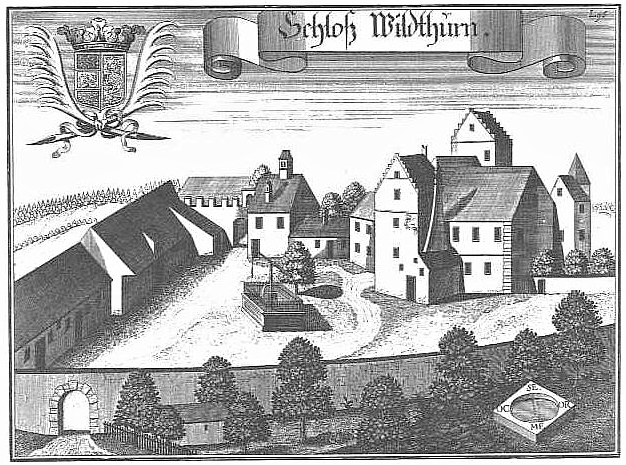
Schloss Wildthurn nach einem Stich von Michael Wening

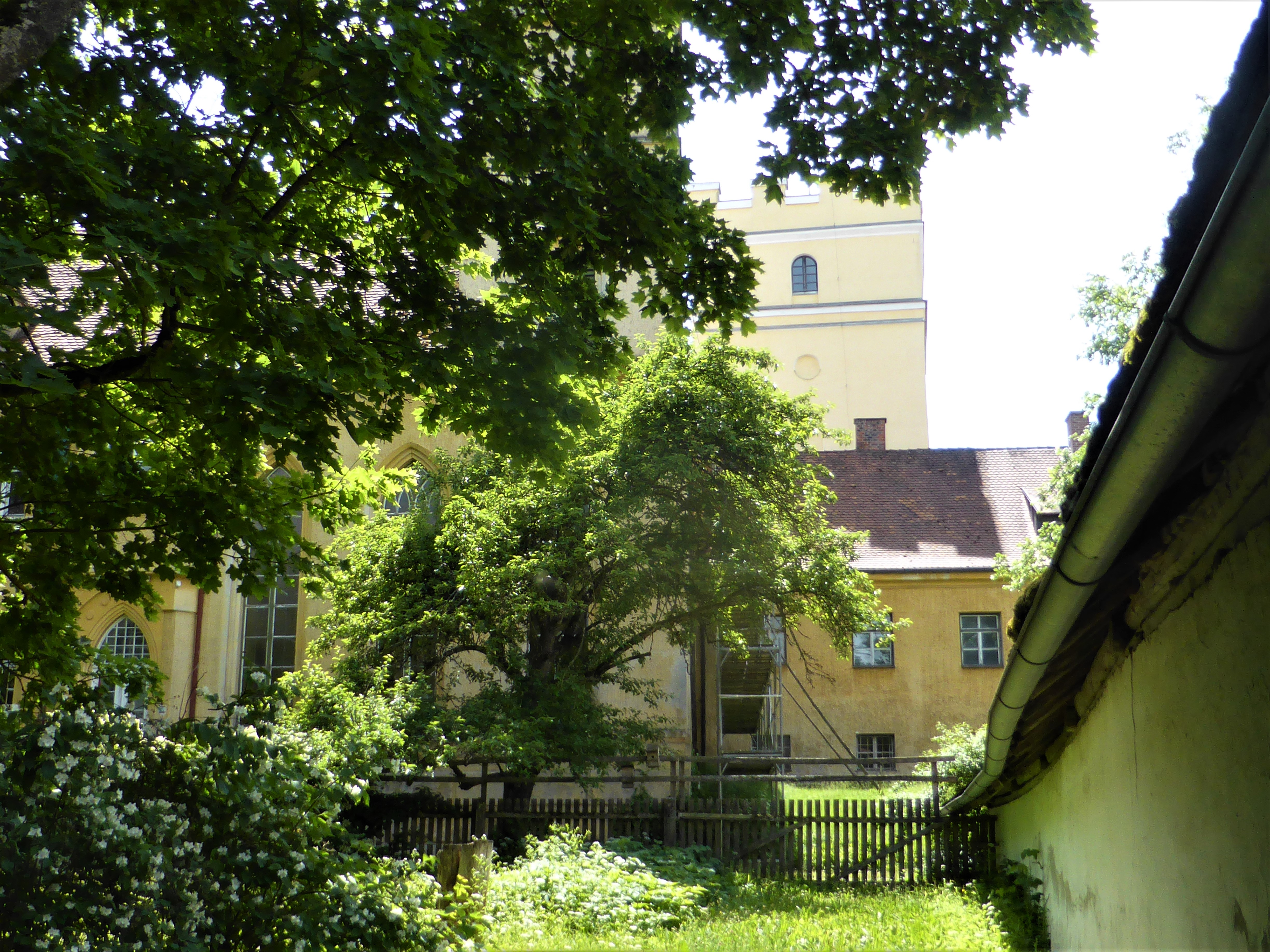
Schloss Wildthurn (2021)

Das Schloss Wildthurn (früher als Waldthurm bezeichnet) befindet sich in Wildthurn, einem Gemeindeteil der niederbayerischen Stadt Landau an der Isar im Landkreis Dingolfing-Landau. Das Schloss liegt ca. 1700 m nordöstlich von Reichersdorf. Das denkmalgeschützte Gebäude ist als Baudenkmal unter der Aktennummer D-2-79-122-81 eingetragen; ebenso ist hier ein Bodendenkmal mit der Aktennummer D-2-7342-0521 und der Beschreibung „untertägige Befunde des Mittelalters und der frühen Neuzeit im Bereich des Schlosses Wildthurn“ angegeben.

## Beschreibung
Das Schloss ist eine mehrteilige zwei- bzw. dreigeschossige Anlage. Der spätromanische quadratische und sechsgeschossige Bergfried aus der Zeit um 1250 ist davon der älteste Teil. Vermutlich war er ein anfangs eine Turmburg, um die herum im Laufe der Zeit die anderen Gebäude errichtet wurden. Das Turmzimmer im 4. Stock enthält 13 Wandnischen und diente als Rittersaal. Den Schlossbau stammt aus dem 16. Jahrhundert. Der Stich von Michael Wening zeigt das Ensemble mit Wirtschaftsgebäuden und einem Ziehbrunnen, das von einer teils zinnenbekrönten Mauer umschlossen wird.
Nach einem Brand von 1790 wurden die Gebäude um den Bergfried  wieder aufgebaut. Ab 1838 wurde das Schloss im Tudorstil umgebaut; dabei wurde der Bergfried um ein Stockwerk erhöht und ihm wurde ein Zinnenkranz aufgesetzt. Zudem wurde der Ostflügel erweitert. 1911 brannte dieser ab, wurde aber im Stil der Neugotik wieder aufgebaut; er besitzt 172 Fenster, darunter viele neogotische Spitzbogenfenster, die nach dem Brand eingesetzt wurden.
Die ursprüngliche Schlosskapelle wurde 1398 von dem Passauer Fürstbischof Georg von Hohenlohe eingeweiht. Die heute nördlich gelegene katholische Schlosskapelle Mariä Empfängnis stammt von 1840 und wurde nach dem Schlossbrand von 1911 überarbeitet. Die zu dem Ensemble gehörende ehemalige Mälzerei ist ein Satteldachbau mit Treppengiebeln und einem Uhrturm mit Zinnen, das Gebäude wurde Ende des 18. Jahrhunderts errichtet und 1840 umgebaut. Im Schlossbereich befindet sich ein barocker Schlossbrunnen mit einer Steinfigur aus der ersten Hälfte des 19. Jahrhunderts; nördlich davon ist der alte Ziehbrunnen. Ein Teil der Schlossmauer mit einem Pavillon von 1911 ist noch erhalten.

## Geschichte
Die Erbauer der Burg waren die Herren von Waller; 1160 wird ein „Heinricus cognomento Wallere de Richeresdorf“ genannt, der eine Schenkung für das Kloster Aldersbach machte. Zu dem Schloss gehörte immer die Hofmark Reichersdorf. 400 Jahre später war die Anlage bis 1681 im Besitz der Herren von Buchleitner (Puchleithen zum Wildthurn). Ihnen folgten die Pelkofen (Pelkhoven). Der letzte davon war der königlich-bayerische Kreisschulrat und Regierungsrat Johann Nepomuk von Pelkhoven; dieser verkaufte 1825 seinen Besitz in Wildthurn an den Klosterrealitäten-Besitzer Franz Kaspar Bachmayer aus Vornbach und zog sich auf sein Landgut Teising zurück, wo er 1830 verstarb. 1838 erwarb Fürst Jules de Polignac das Schloss mitsamt dem Gut Reichersdorf und ließ das Schloss teilweise im Tudorstil umbauen.
Seit 1874 ist das Schloss in bürgerlichem Besitz. Dr. Hans Lermer betrieb hier ein Kurheim und eine Privatklinik. Diese musste 1981 im Zuge der Krankenhausreform eingestellt werden. Das Schloss ist weiterhin im Besitz der Familie Lermer.
Ab 1991 fanden auf dem Schloss die „Wildthurner Kunsttage“ mit Kammermusik, Ausstellungen und Lesungen statt.
Nach 25 Jahren der Ausstellungen und Konzerte sind die Wildthurner Kunsttage bis auf weiteres eingestellt.
Ein Besuch des Schlosses ist nicht möglich.